# Royal Aircraft Factory B.E.2
Royal Aircraft Factory B.E.2 (Blériot Experimental) là một loại máy bay hai tầng cánh của Anh, nó được trang bị cho Quân đoàn Không quân Hoàng gia (RFC) từ năm 1912 đến khi kết thúc Chiến tranh thế giới I.

## Biến thể

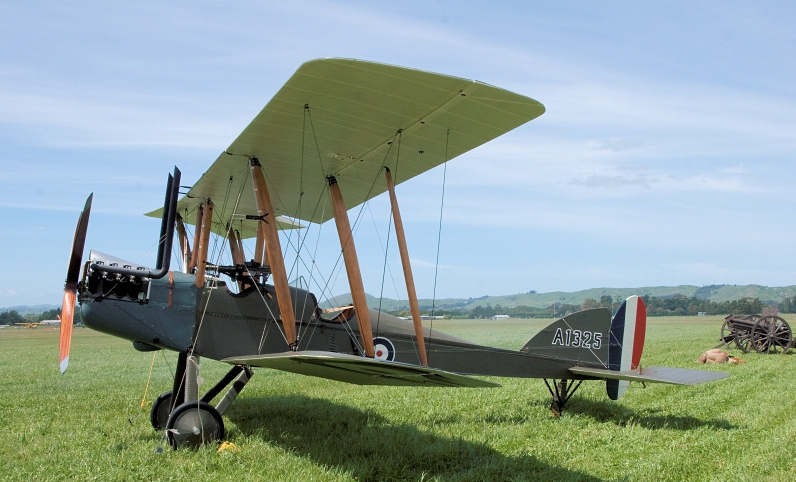
B.E.2f A1325 tại Masterton, New Zealand, 2009

- B.E.1:
  - B.E.5:
  - B.E.6:
- B.E.2a:
- B.E.2b:
- B.E.2c:
- B.E.2d:

- B.E.2e:
- B.E.2f: B
- B.E.2g: B
- B.E.9:
- B.E.12:

## Quốc gia sử dụng
Úc
- Quân đoàn Không quân Australia

 Bỉ
- Không quân Bỉ

 Estonia
- Không quân Estonia[1]

 Greece
- Hải quân Hy Lạp

 Hà Lan
 Norway
- Cục Không quân Lục quân Na Uy

 South Africa
- Lực lượng phòng thủ thống nhất / Không quân Nam Phi

 Anh Quốc
- Quân đoàn Không quân Hoàng gia / Không quân Hoàng gia
- Cục Không quân Hải quân Hoàng gia

 Hoa Kỳ
- Lực lượng Viễn chinh Hoa Kỳ

## Tính năng kỹ chiến thuật (B.E.2c)
Dữ liệu lấy từ British Aeroplanes 1914–18
Đặc điểm tổng quát
- Kíp lái: 2
- Chiều dài: 27 ft 3 in (8,31 m)
- Sải cánh: 37 ft 0 in (11,28 m)
- Chiều cao: 11 ft 1½ in (3,39 m)
- Diện tích cánh: 371 ft² (34,8 m²)
- Trọng lượng rỗng: 1.370 lb (623 kg)
- Trọng lượng có tải: 2.350 lb (1.068 kg)
- Động cơ: 1 × RAF 1a kiểu động cơ V-8, làm mát bằng không khí, 90 hp (67 kW)

 Hiệu suất bay 
- Vận tốc cực đại: 72 mph (63 knot, 116 km/h) trên độ cao 6.500 ft (1.980 m)
- Thời gian bay: 3 h 15 phút
- Trần bay: 10.000 ft (3.050 m)
- Lên độ cao 3.500 ft (1.070 m): 6,5 phút
- Lên độ cao 10.000 ft (3.050 m): 45 phút 15 giây

Trang bị vũ khí

- Súng: 1 × súng máy Lewis.303 in (7,7 mm)
- Bom: 224 lb (100 kg) bom